# Copa Alagoas
De Copa Alagoas is een voetbalcompetitie van de Braziliaanse staat Alagoas. De competitie werd van 2005 tot 2007 gespeeld als onderdeel van het Campeonato Alagoano en was dus geen aparte competitie zoals andere staatsbekers met de naam Copa. In 2014-2015 keerde de competitie terug, opnieuw als onderdeel van het Campeonato Alagoano, maar deze keer mocht de winnaar wel naar de Copa do Brasil van het daaropvolgende jaar. 
In 2020 werd de competitie opnieuw gespeeld, deze keer wel als aparte competitie, de winnaar mag deelnemen aan de nationale Série D. In 2021 mocht de winnaar het ook opnemen tegen de nummer 3 uit de staatscompetitie voor een plaats in de Copa do Brasil. 

## Winnaars
- 2005  Coruripe
- 2006  CSA
- 2007  Coruripe
- 2008-2013 Niet gespeeld
- 2014  Murici
- 2015  ASA
- 2016-2019 Niet gespeeld
- 2020  ASA
- 2021  ASA
- 2022  Cruzeiro de Arapiraca
- 2023  CSE
- 2024  CSA